# Élise Rivet

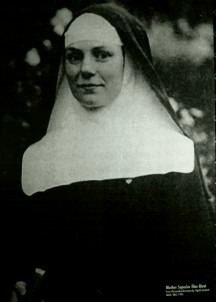
Élise Rivet

Élise Rivet (* 19. Januar 1890 in Draria, Algerien; † 30. März 1945 in Ravensbrück) war eine französische, katholische Ordensschwester und Mitglied der Résistance.

## Leben
Die Tochter eines französischen Marineoffiziers zog nach dem Tod ihres Vaters gemeinsam mit ihrer Mutter 1910 nach Lyon, trat dort dem Konvent der Krankenschwestern Notre Dame de Compassion („Unsere liebe Frau vom Mitleid“) bei und legte 1913 ihr Gelübde ab. Im Kloster beschäftigte sie sich mit der Erziehung und Berufsausbildung von Mädchen aus benachteiligten Elternhäusern und Halbvagabundinnen. 1933 wurde sie unter ihrem Ordensnamen Mère Marie Élisabeth de l’Eucharistie („Mutter Marie Élisabeth von der hl. Eucharistie“) Generaloberin ihres Ordens.
Sie engagierte sich für eine Erweiterung ihrer Erziehungseinrichtung, wofür sie 1937 die amtliche Genehmigung erhielt. Nach der Niederlage Frankreichs zu Beginn des Zweiten Weltkriegs entschied sie sich, das Übel zu bekämpfen, und begann, Flüchtlinge vor der Gestapo zu verstecken. In Zusammenarbeit mit Kardinal Gerlier versteckte der Orden in seinen verschiedenen Klöstern jüdische Kinder. 1941 kam sie mit Albert Chambonnet (Deckname: Colonel Didier) von der Résistance-Gruppe Combat in Kontakt, der sie bat, ihr Kloster zur Lagerung von Waffen und Munition nutzen zu dürfen, was sie ihm gestattete.
Am 24. März 1944 wurde sie zusammen mit ihrer Assistentin aufgrund einer Denunziation durch die Gestapo verhaftet und in das Gefängnis Fort Montluc bei Lyon gebracht. Das Waffenversteck wurde von der Gestapo schnell entdeckt, das Archiv der Résistance, das sie in ihrem Kloster versteckte, jedoch nicht. Von Fort Montluc wurde sie nach Romainville in die Nähe von Paris geschafft. Mit Transport I.246 ab Paris, Gare de l’Est, wurde sie nach Saarbrücken in das Lager Neue Bremm deportiert (Eintreffen am 14. Juli 1944), bevor sie am 28. Juli 1944 ins Frauenkonzentrationslager Ravensbrück verschleppt wurde (Registrier-Nr. in diesem KZ: 46921). Ihrer Ordenstracht entkleidet, wurde sie zu harter Arbeit gezwungen. Gegen Kriegsende erhöhten die Nazis die Anzahl der Massenmorde in den Vergasungseinrichtungen. Rivet wurde mit 1500 anderen Frauen in der Uckermark bei der Selektion zum Tode „ausgewählt“. Am Karfreitag, dem 30. März 1945, opferte sich die geschwächte und dem Hungertod nahe Élise Rivet für eine Mutter und betrat an ihrer Stelle die Gaskammer – wenige Wochen vor der Befreiung bei Kriegsende am 8. Mai 1945.
Am 10. November 1945 verlieh ihr die französische Regierung postum das Croix de guerre mit Stern. 1961 ehrte die französische Regierung sie mit einem Porträt auf einer Briefmarke und am 2. Dezember 1979 wurde eine Straße in Brignais (Lyon) nach ihr benannt. 1997 wurde sie postum mit der Médaille des Justes geehrt. 1999 wurde im Institut des Sciences de l’Homme in Lyon der „Salle Élise Rivet“ nach ihr benannt.